# Сакамото, Сумико
Сумико Сакамото (яп. 坂本スミ子, 25 ноября 1936, Хигасисумиёси-ку, Осака — 23 января 2021, Кумамото) — японская певица и актриса.

## Биография
Родилась в Осаке.
Одноклассницей в школе была в будущем известная актриса Утако Мицуя.
Начинала как певица, популярность пришла в 1959 году.
Яркие эмоциональные выступления сделали её любимой актрисой режиссера Сёхея Имамуры. Имамура снял её в трёх своих фильмах: «Порнографы», «Теплая вода под красным мостом» и «Легенда о Нараяме».
Фильм с её участием «Легенда о Нараяме» был удостоен «Золотой пальмовой ветви» на Каннском кинофестивале в 1983 году. Она получила награду за лучшую женскую роль от Японской академии искусств за съёмки в фильме Легенда о Нараяме, а также поцелуй от Орсона Уэллса.
Была дважды замужем — за кинокритиком и популярным ведущим Рэйдзи Курихара (развелись в 1966 году) и за дерматологом Рэйдзиро Исия, дочь — Сэйко Исия (род. 1973).
Умерла от инсульта.

## Фильмография
- 2005 Таинственный лес | Umoregi
- 2001 Тёплая вода под красным мостом
- 1995 Лестница в далекое прошлое
- 1983 Легенда о Нараяме
- 1967 Наказанный пёс
- 1967 Свой пёс
- 1966 Охотничий пёс 2
- 1966 Бездомный пёс
- 1966 Тишина без крыльев
- 1966 Порнографы: Введение в антропологию
- 1965 Охотничий пёс
- 1965 Бешеный пёс
- 1964 Бродячий пёс
- 1964 Бойцовский пёс
- 1964 Прочь из Японии

## Дискография
- 1979 Viva Hollywood